# 황고둔 사건

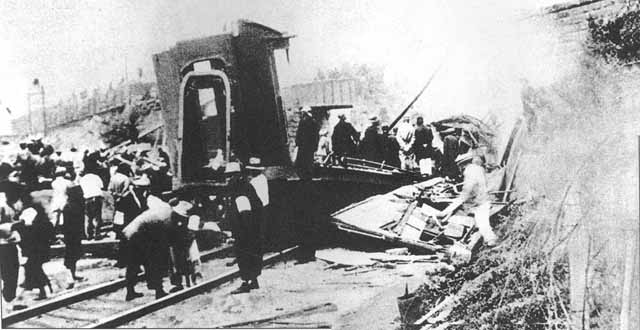
철로 파괴 직후 사진

황고둔 사건(중국어 정체자: 皇姑屯事件, 병음: Huánggū Tún Shìjiàn 황구 툰 스젠[*]) 혹은 장쭤린 폭살사건(일본어: 張作霖爆殺事件)은 1928년 6월 4일, 일본 제국 관동군이 중화민국 북양정부의 국가원수 겸 봉천군벌의 수령 장쭤린을 죽인 일이다. 선양 황구 구 황구툰역에서 장쭤린의 개인 열차가 철로 폭발로 파괴됐다. 이후 장쉐량의 봉계 군벌은 중국 국민당과 힘을 합하니 이를 동북역치라 한다. 이 사건으로 장쭤린을 포함한 2명이 사망했다.

## 같이 보기
- 류탸오후 사건
- 만주사변